# Гази (рід)

Гази — німецький рід, представники якої були патриціями у місті Львові.

## Особи
- Штанцель (Станіслав) — львівський міщанин німецького походження, лавник, райця і війт міста; дружина — Дорота
  - Еразм
  - Станіслав